# MercedesCup 2014
MercedesCup 2014 byl tenisový turnaj pořádaný jako součást mužského okruhu ATP World Tour, který se hrál na otevřených antukových dvorcích tenisového oddílu Weissenhof. Konal se mezi 7. až 13. červencem 2014 v německém Stuttgartu jako 37. ročník turnaje.
Turnaj s rozpočtem 485 760 eur patřil do kategorie ATP World Tour 250. Nejvýše nasazeným hráčem ve dvouhře byla světová patnáctka a obhájce titulu Fabio Fognini z Itálie, kterého v semifinále vyřadil pozdější španělský vítěz Roberto Bautista Agut.

## Mužská dvouhra

### Nasazení
| Stát                           | Hráč                   | ATP | Nasazení |
| ------------------------------ | ---------------------- | --- | -------- |
| Itálie                         | Fabio Fognini          | 15. | 1.       |
| Rusko                          | Michail Južnyj         | 16. | 2.       |
| Španělsko                      | Roberto Bautista Agut  | 23. | 3.       |
| Španělsko                      | Feliciano López        | 26. | 4.       |
| Německo                        | Philipp Kohlschreiber  | 28. | 5.       |
| Španělsko                      | Guillermo García-López | 34. | 6.       |
| Kolumbie                       | Santiago Giraldo       | 35. | 7.       |
| Argentina                      | Federico Delbonis      | 37. | 8.       |
| Žebříček ATP k 23. červnu 2014 |                        |     |          |

### Jiné formy účasti
Následující hráči obdrželi divokou kartu do hlavní soutěže:
- Michael Berrer
- Philipp Petzschner
- Alexander Zverev

Následující hráči postoupili z kvalifikace:
- Marco Cecchinato
- Philipp Davyděnko
- Mate Delić
- Yann Marti
  -  Henri Laaksonen – jako šťastný poražený
  -  Louk Sorensen – jako šťastný poražený

### Odhlášení
před zahájením turnaje
- Marcel Granollers
- Tommy Haas
- Denis Istomin
- Martin Kližan
- Édouard Roger-Vasselin

## Mužská čtyřhra

### Nasazení
| Stát                                                                      | Hráč             | Stát     | Hráč                | ATP  | Nasazení |
| ------------------------------------------------------------------------- | ---------------- | -------- | ------------------- | ---- | -------- |
| Spojené království                                                        | Colin Fleming    | Polsko   | Mariusz Fyrstenberg | 67.  | 1.       |
| Chorvatsko                                                                | Marin Draganja   | Rumunsko | Florin Mergea       | 76.  | 2.       |
| Česko                                                                     | František Čermák | Česko    | Lukáš Rosol         | 114. | 3.       |
| Chorvatsko                                                                | Mate Pavić       | Brazílie | André Sá            | 120. | 4.       |
| Žebříček ATP k 23. červnu 2014; číslo je součtem umístění obou členů páru |                  |          |                     |      |          |

### Jiné formy účasti
Následující páry obdržely divokou kartu do hlavní soutěže:
- Michael Berrer /  Alexander Zverev
- Robin Kern /  Nicolas Reissig

Následující pár nastoupil do čtyřhry z pozice náhradníka:
- Peter Gojowczyk /  Dominik Meffert

### Odhlášení
před zahájením turnaje
- Martin Kližan

## Přehled finále

### Mužská dvouhra
- Roberto Bautista Agut vs.  Lukáš Rosol, 6–3, 4–6, 6–2

### Mužská čtyřhra
- Mateusz Kowalczyk /  Artem Sitak vs.  Guillermo García-López /  Philipp Oswald, 2–6, 6–1, [10–7]